# Adenia reticulata
Adenia reticulata là một loài thực vật có hoa trong họ Lạc tiên. Loài này được (De Wild. & T.Durand) Engl. mô tả khoa học đầu tiên năm 1921.